# 亚历克丝·卡瓦利尼
亚历克丝·卡瓦利尼（英語：Alex Cavallini，1992年1月3日—），旧姓里格斯比（Rigsby），美国女子冰球运动员。她曾代表美国参加2018年和2022年冬季奥林匹克运动会冰球比赛，获得一枚金牌和一枚银牌。